# Ешленд Тауншип (округ Клеріон, Пенсільванія)
Ешленд Тауншип (англ. Ashland Township) — селище (англ. township) в США, в окрузі Клеріон штату Пенсільванія. Населення — 1119 осіб (2020).

## Демографія
Згідно з переписом 2010 року, у селищі мешкало 1114 осіб у 417 домогосподарствах у складі 313 родин. Було 454 помешкання
Расовий склад населення:
| - 98,8 % — білих - 0,3 % — корінних американців - 0,2 % — чорних або афроамериканців - 0,1 % — азіатів |

До двох чи більше рас належало 0,6 %. Частка іспаномовних становила 0,1 % від усіх жителів.
За віковим діапазоном населення розподілялося таким чином: 25,9 % — особи молодші 18 років, 62,1 % — особи у віці 18—64 років, 12,0 % — особи у віці 65 років та старші. Медіана віку мешканця становила 40,1 року. На 100 осіб жіночої статі у селищі припадало 105,5 чоловіків;  на 100 жінок у віці від 18 років та старших — 102,7 чоловіків також старших 18 років.
Середній дохід на одне домашнє господарство  становив 64 827 доларів США (медіана — 55 000), а середній дохід на одну сім'ю — 72 170 доларів (медіана — 60 682). Медіана доходів становила 36 652 долари для чоловіків та 29 250 доларів для жінок. За межею бідності перебувало 9,0 % осіб, у тому числі 13,8 % дітей у віці до 18 років та 1,8 % осіб у віці 65 років та старших.
Цивільне працевлаштоване населення становило 490 осіб. Основні галузі зайнятості: виробництво — 20,8 %, освіта, охорона здоров'я та соціальна допомога — 20,6 %, роздрібна торгівля — 14,5 %.